# زنبق غريه
زنبق غريه (باللاتينية: Lilium grayi) نوع نباتي ينتمي إلى جنس الزنبق من الفصيلة الزنبقية.موطنه المناطق الشرقية للولايات المتحدة وشمال كارولينا.